# تویوتا پریوس (ایکس‌دبلیو۲۰)
تویوتا پریوس  یک ماشین کامپکت برقی هیبریدی است که توسط شرکت موتور تویوتا تولید و ساخته شده است. نسل دوم پریوس به عنوان یک فست بک جمع و جور طراحی شده بود. سری ایکس‌دبلیو۲۰  نسل دوم تویوتا پریوس بود و جایگزین نسل قبلی  ایکس‌دبلیو۱۰ شد. آژانس حفاظت از محیط زیست ایالات متحده (EPA) و هیئت منابع هوایی کالیفرنیا (CARB) این نسل از پریوس را به عنوان پاک‌ترین خودروهای فروخته شده در ایالات متحده بر اساس انتشار سموم در سال ۲۰۰۸ ارزیابی کردند. تویوتا حدود ۱ میلیون و ۴۳۶ هزار دستگاه از نسل دوم پریوس در سراسر جهان فروخت.

## ایمنی
تویوتا پریوس نسل دوم درسال ۲۰۰۴ از موسسه یورو ان‌سی‌ای‌پی توانست در مجموع ۵ ستاره ایمنی را دریافت کند.
| نتایج آزمون یورو ان‌سی‌ای‌پی | نتایج آزمون یورو ان‌سی‌ای‌پی | نتایج آزمون یورو ان‌سی‌ای‌پی |
| ------------------------- | ------------------------- | ------------------------- |
| Toyota Prius (۲۰۰۴)       |                           |                           |
| آزمون                     | امتیاز                    | رتبه                      |
| سرنشین بالغ:              | 34                        | 5/5 ستاره                 |
| سرنشین کودک:              | 43                        | 4/5 ستاره                 |
| عابر پیاده:               | 13                        | 2/4 ستاره                 |